# Aberdare-Wühlspitzmaus
Die Aberdare-Wühlspitzmaus (Surdisorex norae) ist eine ostafrikanische Spitzmausart, die endemisch in der Aberdare Range vorkommt, eine Bergkette im zentralen Kenia.

## Merkmale
Es sind relativ große (82 bis 110 mm Kopf-Rumpf-Länge), im äußeren Erscheinungsbild maulwurfsähnliche Spitzmäuse mit langen Krallen an den Vordergliedmaßen und einem kurzen Schwanz. Das Fell ist dunkel, schokoladenbraun, die Haare 6 bis 7 mm lang. Der Kopf ist 26 bis 27 mm lang und maulwurfsartig breit, die Schnauze spitz. Augen und Ohren sind klein und von Haaren verdeckt. Die Vordergliedmaßen sind kurz. Der Vorderfuß ist breit mit fünf Zehen. Drei Zehen tragen helle, 4 bis 6 mm lange Krallen, zwei Zehen haben kurze Krallen, die 2 bis 3 mm lang werden. Hinterbeine und Hinterfüße sind kurz. Alle fünf Krallen der Hinterfußzehen sind hell. Der Schwanz erreicht etwa 30 % der Kopf-Rumpf-Länge und ist damit für einen Spitzmausschwanz relativ kurz. Er ist dicht mit schwarzen kurzen Haaren bedeckt.

## Lebensraum und Lebensweise
Die Aberdare-Wühlspitzmaus kommt ausschließlich in montanem Grasland, Sümpfen und Mooren oberhalb der Baumgrenze in der kenianischen Aberdare Range vor. Die wenigen bekannten Exemplare wurden in der Afromontanen Zone in Höhen von 2820 bis 3300 Metern gefangen. Das Verbreitungsgebiet ist eng begrenzt, möglicherweise durch die Bodenstruktur und das damit zusammenhängende Vorkommen von Regenwürmern. Die Tiere sind dämmerungs- und nachtaktiv. Bei der Nahrungssuche nutzen sie dicht unter der Bodenoberfläche, Grasdecke oder Laubschicht angelegte Gangsysteme. Diese werden auch von Weißzahnspitzmäusen, Grants Waldmoschusspitzmaus (Sylvisorex granti), der Afrikanischen Weichratte Praomys jacksoni, der Lamellenzahnratte Otomys tropicalis, Afrikanischen Waldmäusen (Hylomyscus sp.), der Gelbflecken-Bürstenhaarmaus (Lophuromys flavopunctatus) und anderen Mäusen genutzt. Tiefer ins Erdreich gehende Gänge, wie sie von Maulwürfen gegraben werden, legt die Aberdare-Wühlspitzmaus wahrscheinlich nicht an. Die Tiere leben carnivor. Wichtigste Beutetiere sind Regenwürmer. Diese werden vor dem Fressen in kleine Stücke zerbissen.